# Spanish Is the Loving Tongue
Spanish Is the Loving Tongue – piosenka folkowa skomponowana przez Charlesa Badgera Clarka Jr. i J. Williamsa, zaaranżowana przez Boba Dylana, nagrana przez niego m.in. w kwietniu 1969 r., wydana na albumie Dylan w listopadzie 1973 r. oraz jako strona B singla „Watching the River Flow” (inna wersja). Znana także jako „A Border Affair”.

## Historia i charakter utworu
Po raz pierwszy Dylan nagrał tę tradycyjną piosenkę podczas słynnych suterenowych sesji w Woodstock w 1967 r. razem z grupą The Hawks.
Po raz drugi utwór ten został nagrany na pierwszej i drugiej sesji do albumu Self Portrait 24 i 26 kwietnia 1969 r. Plonem tych sesji były także: „I Forgot More Than You’ll Ever Know”, „A Fool Such as I”, „Take Me as I Am (or Let Me Go)”, „Living the Blues”, „Let It Be Me” i „Running”. Piosenka ta była odrzutem sesyjnym.
Utwór ten po raz trzeci został nagrany na czwartej sesji do albumu New Morning 2 czerwca 1970 r. Plonem majowej sesji były także: „Alligator Man”, „Mary Ann” (5 wersji), „Rock a Bye My Sara Jane” (3 wersje), „If Not for You”, „Mr. Bojangles” (2 wersje) oraz „Time Passes Slowly”. 30 czerwca odbyła się jeszcze w Music Row Studios w Nashville instrumentalna sesja overdubbingowa, podczas której pracowano nad „Went to See the Gypsy”, „If Not for You” i „Spanish Is the Loving Tongue”.
Autorem piosenki jest kowboj poeta Charles Badger Clarka Jr. (ur. 1 stycznia 1883, zm. 26 września 1957).
Piosenka dotyczy okresu, gdy kowboje „gringo”, którzy złamali prawo, uciekali przez granicę amerykańsko-meksykańską do Sonory i czasami zmuszeni byli tam pozostać na dłużej. Nie mogli już oni „cross the line” – przekroczyć linii granicznej – gdyż ryzykowali schwytanie i nawet egzekucję.
Mimo że piosenka ta wyraża powszechne wówczas – pełne pogardy – nastawienie do Meksykanów, to jednak gdzieś między słowami, wyrażone jest przekonanie, że jest to złe i niehonorowe.
„Spanish Is the Loving Tongue” jest nostalgiczną piosenką miłosną, w której dziewczyna z południowego zachodu USA wspomina swojego kochanka i swoje dawne sny. Tekst piosenki ulegał jednak zmianom.
Kompozycję tę uczynił popularną Richard Dyer-Bennett, gdy ją nagrał.
Wersja fortepianowa utworu nagrana przez Dylana w czasie sesji do albumu New Morning 2 czerwca została wydana jako strona B singla „Watching the River Flow” oraz na albumie Masterpieces.
Zdubbingowaną wersję z sesji do albumu Self Portrait Clinton Heylin nazwał idiotycznym dodatkiem do albumu Dylan.
Dylan wykonywał piosenkę kilkakrotnie:
- 9 maja 1974 – koncert „Friends of Chile” zorganizowany przez Phila Ochsa
- marzec 1976 – przyjęcie urodzinowe Erica Claptona w Los Angeles
- 1976 – końcowa część Rolling Thunder Revue

## Muzycy
Sesje w Woodstock
- Bob Dylan – gitara, harmonijka, śpiew
- Robbie Robertson – gitara, perkusja
- Richard Manuel – pianino, perkusja, śpiew towarzyszący
- Rick Danko – gitara basowa, mandolina, śpiew
- Garth Hudson – organy, klawinet, akordeon, pianino
- Levon Helm – perkusja

Sesja 1 i 2 do albumu Self Portrait
- Bob Dylan – gitara, harmonijka, śpiew, pianino
- Norman Blake – gitara
- Fred Carter Jr. – gitara
- Pete Drake – elektryczna gitara hawajska
- Bob Moore – gitara basowa
- Bill Pursell – pianino
- Kenneth Buttrey – perkusja

sesja czwarta do albumu New Morning
- Al Kooper – gitara, pianino, śpiew
- Charlie Daniels – gitara basowa
- Ron Cornelius – gitara
- Russ Kunkel – perkusja
- Hilda Harris – chórki
- Albertine Robinson – chórki
- Maeretha Stewart – chórki

## Dyskografia
Singiel
- „Watching the River Flow”/„Spanish Is the Loving Tongue” Columbia 4-45409; CBS 7329

Albumy
- Masterpieces (1978)

Bootleg
- A Tree with Roots. The Genuine Basement Tape Remastered

## Wykonania piosenki przez innych artystów
- Ronnie Gilbert – Folk Songs and Minstrelsy (1962)
- Ian & Sylvia – Four Strong Winds (1964)
- Liam Clancy – Dutchman (1993)
- Richard Dyer-Bennett – Volumes 1–7 (2001)